# Operations And Maintenance
Le sigle en anglais américain OAM pour Operations And Maintenance ou Operations Administration and Maintenance désigne l'ensemble des opérations de maintenance, c'est-à-dire l'entretien quotidien du système par opposition à sa conception et à sa mise en œuvre. 